# Riserva naturale di Srebărna
La Riserva naturale di Srebărna (in bulgaro Природен резерват Сребърна, traslitterato in Priroden rezervat Srebărna) è una riserva naturale che si trova nella parte nord-orientale della Bulgaria, a circa 10 km a ovest dalla città di Silistra. Comprende il lago Srebărna e si trova lungo la cosiddetta Via Pontica, una rotta migratoria fra l'Europa e l'Africa.
La riserva si estende su di un'area di 6 chilometri quadrati di zona protetta vera e propria, più altri 5,4 chilometri quadrati di zona cuscinetto. La profondità del lago varia fra 1 e 3 metri. Nella riserva si trova anche un museo che conserva esemplari imbalsamati delle specie tipiche della regione.

## Storia
Benché il lago Srebărna sia stato studiato varie volte da biologi stranieri, il primo scienziato bulgaro ad interessarsi dell'area è stato Aleksi Petrov, che visitò la riserva nel 1911. Nel 1913 l'intera regione in cui si trova la riserva venne incorporato dalla Romania, per tornare alla Bulgaria solo nel 1940, anni in cui Petrov ricominciò a visitare la zona per esaminare le colonie di uccelli che nidificano qui.
Nel 1948 l'area è stata proclamata riserva naturale, dal 1975 fa parte della Convenzione di Ramsar. Nel 1983 è poi stata inserita nell'elenco dei Patrimoni dell'umanità dell'UNESCO.

## Leggende
Ci sono alcune leggende relative all'origine del nome del lago. Una parla di un Khan chiamato Srebrist, che morì nei dintorni del lago mentre era impegnato in una lotta impari con i peceneghi. Un'altra parla di un'imbarcazione piena d'argento (srebro in bulgaro) lungo le rive del lago.
Secondo una terza leggenda, ritenuta la più probabile, il nome deriva dai riflessi argentei sulla superficie del lago durante le notti di luna piena.

## Flora
Dentro ed intorno al lago vi sono numerose specie acquatiche, come la cannuccia di palude. La riserva ospita 67 specie di piante, alcune delle quali in pericolo d'estinzione al di fuori dell'area del lago di Srebarna.

## Fauna
Nell'area esiste una gran varietà di fauna: 39 mammiferi, 21 rettili ed anfibi e 10 specie di pesci abitano nella riserva, che è però famosa per le 179 specie di uccelli che nidificano all'interno dei suoi confini, tra i quali il pellicano dalmata, il cigno reale, l'oca selvatica, l'anatra, il falco di palude, il pettazzurro, la cincia, le egrette e i cormorani.